# Kakuma
 Der er for få eller ingen kildehenvisninger i denne artikel, hvilket er et problem. Du kan hjælpe ved at angive troværdige kilder til de påstande, som fremføres i artiklen.

Kakuma er en by i Turkana-regionen i det nordvestlige Kenya. 
Byen har været vært for Kakuma-flygtningelejren siden 1992. Lejren er lige nu base for over 179.000 mennesker, der er flygtet fra krig og vold i nabolandene. Størstedelen af flygtningen er fra Sydsudan, Sudan og Somalia. Der bor også flygtninge fra Etiopien, DR Congo, Burundi, Rwanda og Uganda. 
Støvstorme og tørke rammer jævnligt Kakuma-området. Underernæring, sygdomsudbrud og malaria er alle tilbagevendende problemer, mens donorstøtten er faldet på grund af andre konflikter i andre dele af verden. 
Mange af flygtningene håber at forlade Kakuma for at flytte til andre lande i vesten.